# Romulea engleri
Romulea engleri är en irisväxtart som beskrevs av Augusto Béguinot. Romulea engleri ingår i släktet Romulea och familjen irisväxter.
Artens utbredningsområde är Marocko. Inga underarter finns listade i Catalogue of Life.